# Sea Eagle
El Sea Eagle es un misil antibuque de tipo «dispara y olvida» que vuela cerca del nivel del mar. Fue diseñado y fabricado en Reino Unido por BAe Dynamics.

## Misión
Entre las misiones asignadas en caso de guerra a los aviones Buccaneer de la RAF estaba el ataque a grupos de Superficie de la marina Soviética. En la búsqueda de mejoras en la capacidad de atacar buques del avión Buccaneer la Royal Air Forcé buscaba dotarlo de un misil antibuque con capacidad dispara y olvida. Este nuevo misil acabó siendo el Sea Eagle , que entró en servicio en 1986. El Sea Eagle aumentó la supervivencia y la capacidad ofensiva de la flota de Buccaneers.
En un ataque típico la teoría indicaba que se coordinaba un grupo de seis Buccaneer, divididos en dos secciones de tres aviones, armados con un total de 24 misiles. Volarían a una altitud 100 pies y coordinando el vuelo del grupo de ataque con una separación de 40 millas en varios ejes de aproximación. De este modo sus 24 misiles debían alcanzar el objetivo desde distintas direcciones y en una "ventana" de diez segundos. Es muy difícil para cualquier buque evadir un ataque de saturación planteado así. Con el disparo que se realizaba más lejos del radio de defensa aérea del enemigo la fuerza de ataque se podía retirar rápidamente después de disparar al enemigo cuando éste no había detectado la aeronave lanzadora.

## Historia

### Antecedentes
El misil Martel mejoro la capacidad antibuque de los aviones Buccaneer, pero aun así la Royal Navy no estaba contenta con su rendimiento. El Martel volaba a media altura y picaba sobre el objetivo, siendo vulnerable a la defensa antiaérea. El alcance máximo era de 65 km, pero el alcance real efectivo era de solo 20 km., lo que suponía entrar dentro del alcance de las defensas aéreas soviéticas. La guía por televisión sólo permitía disparar un misil a la vez y además el enlace de datos también podría perderse debido a interferencias y guerra electrónica. La guía por la televisión no funcionaba de noche o con mal tiempo. Por todo ello la Royal Navy comenzó a buscar un misil con mejor alcance y un sistema de guía.
El mayor alcance se podría obtener con el uso de un motor de turbina. Una guía de radar activo podría resolver los problemas de guiado gracias a la capacidad de "dispara y olvida". Además se quería un misil con una capacidad real de disparo fuera del área de defensa del objetivo y capaz de volar muy bajo para aumentar la capacidad de supervivencia del avión lanzador y del misil. Así comenzó la década de 1970 el proyecto ASR.1226.

### P3T
Hawker Siddeley y MBDA estaban estudiando un arma llamada Underwater to Surface Guided Weapon (USGW) respondiendo a una solicitud de 1969 por un misil antibuque roza olas lanzado desde submarino. El vehículo de prueba fue el Sea-Skimmng Test Vehicle (SSTV). Las pruebas habían resuelto los problemas de guiado de un misil roza olas. El SSTV empleaba un motor de cohete y utilizaba el diseño del misil AJ.168, un altímetro Honeywell, un sistema de control GK.352 Sperry-Rand y un sistema de telemetría. El SSTV debía ser capaz de volar a 2 metros en aguas tranquilas, pero en pruebas tuvo que volar a menos de 50 metros de altura y el objetivo era volar a cuatro metros de altura sobre las olas. Los trabajos fueron utilizados en el programa y el misil USGW Martel. Pero estos dos programas fueron cancelados y se pasó a otro proyecto llamado radar activo Martel HSD.
La propuesta del Martel guiado por radar activo era básicamente un misil AJ.168 modernizado y dotado de un radar activo GEC Marconi. El proyecto no despertó ningún interés en la Marina Real. Los estudios desde 1973 se denominaron P3T y se basaban en ese Martel con guía de radar activo.

### Sea Eagle
En 1976 Hawker Siddeley comenzó a estudiar un reemplazo para el P3T con otro proyecto, para el cual se recibe un contrato de trabajo a partir de 1977 y entrar en fase de desarrollo en 1979. La fabricación de los misiles comenzó en 1982 y las pruebas se realizaron en 1984. En 1984, el misil fue bautizado Sea Eagle. La entrada en servicio llegó en 1985.
Veinte Buccaneers se actualizaron para emplear el Sea Eagle entre 1984 y 1985. Los aviones fueron asignados al Escuadrón 208 Escuadrón en 1986 y Escuadrón 12 en 1988.

## Características
El Sea Eagle está equipado con un motor turborreactor, con un alcance de 110 km.. cinco veces más que el alcance efectivo del Martel. Su velocidad era de Mach 0,85 ( 1.040 km/h ). El disparo del misil se hacía no sólo fuera de las defensas aéreas del objetivo, sino también más allá del horizonte con el radar del avión funcionando. El misil contaba con capacidades nuevas, como variar la altura del ataque, maniobras evasivas aleatorias, resistencia a las contramedidas electrónicas y poder atacar a un objetivo desde cualquier dirección. 
El misil volaba a unos 3 metros de altura, subiendo sólo para seleccionar su objetivo cuando estaba una distancia de 30 km. El misil podía realizar tácticas pop-up para determinar la posición del objetivo para luego bajar de nuevo.
El cuerpo del Sea Eagle es similar al del Martel, pero todos los componentes son diferentes. El tronco es más largo y las alas son más grandes. La diferencia principal es la toma de aire debajo del fuselaje para el motor turbojet Microturbo TRI-60-1. El misil es 4,14 m de largo, 40 cm de diámetro y pesa 600 kg.
El rumbo se determina nediante navegación inercial y la guía final al objetivo emplea el radar Marconi en banda X con un alcance de 30 km. Un altímetro radar controla la altitud. La cabeza de combate pesa 230 kg y es del tipo de perforación con espoleta de retardo para penetrar el blindaje de los buques. Puede traspasar un máximo de seis mamparos de un buque de guerra moderno. El misil se almacena como municiones y recibe inspección cada dos años. La vida útil de 15 años si se mantiene el sellado y se puede guardar con los tanques llenos de combustible.

## Historial operativo
La producción del Sea Eagle se cerró en 1992. Se calcula que 255 misiles estaban en servicio en 1999. El Sea Eagle se exporto a Chile, India y Arabia Saudita. 
India utilizó el misil en sus cazas Sea Harrier Mk.51 y Jaguar IM, helicópteros Sea King Mk.42B y aviones de patrulla Il-38 y Tu-142. 
En Chile el avión A-36M Halcón (CASA-101) fue fotografiado con dos misiles y en Inglaterra un misil en los BAe Hawk.
Varias versiones fueron propuestas como la P4T Golden Eagle con un alcance de 200 km, sistema de guía de imágenes de infrarrojos y de enlace de datos. Fue probado en 1997 en el Su-30MKI, Tu-142M e IL-38 indios.
Otra variante fue llamado el Sea Eagle P5T-SL. El P5T sería lanzado desde la cubierta de un barco. No fue comprado por la Royal Navy quien eligió los misiles Harpoon en 1984 para equipar a sus fragatas clase Tipo 22 y Tipo 23 Batch 3. El P5T también fue diseñado para ser disparado desde lbaterías costeras.
La versión lanzada desde helicópteros estaba equipada con dos motores y fue utilizado por la India. Una versión para ser disparada desde barcos se puso a prueba en 1987, pero no fue comprado. La modernización de media vida se inició en 1996 para aumentar la vida útil de 25 años. Una nueva cabeza de guerra y espoleta se instaló, con el misil comenzando a ser llamado Sea Eagle Mark 2, pero fue retirado del servicio en el Reino Unido en 1999 para reducir los costos.
Los Buccaneers fueron retirados de servicio en mayo de 1994. Fueron reemplazados por cazas Tornado GR.1B convertidos al estándar para ataque naval equipados con dos misiles. El Tornado GR.1B entró en servicio en septiembre de 1993 y se retiraron en 2001, reemplazado por el Tornado GR4.